# Robert Neyret
Robert "Bob" Neyret (nacido el 28 de febrero de 1934 en Grenoble) es un piloto de rallys francés retirado. Dentista de profesión, compitió como piloto semiprofesional a partir de 1954.

## Semblanza

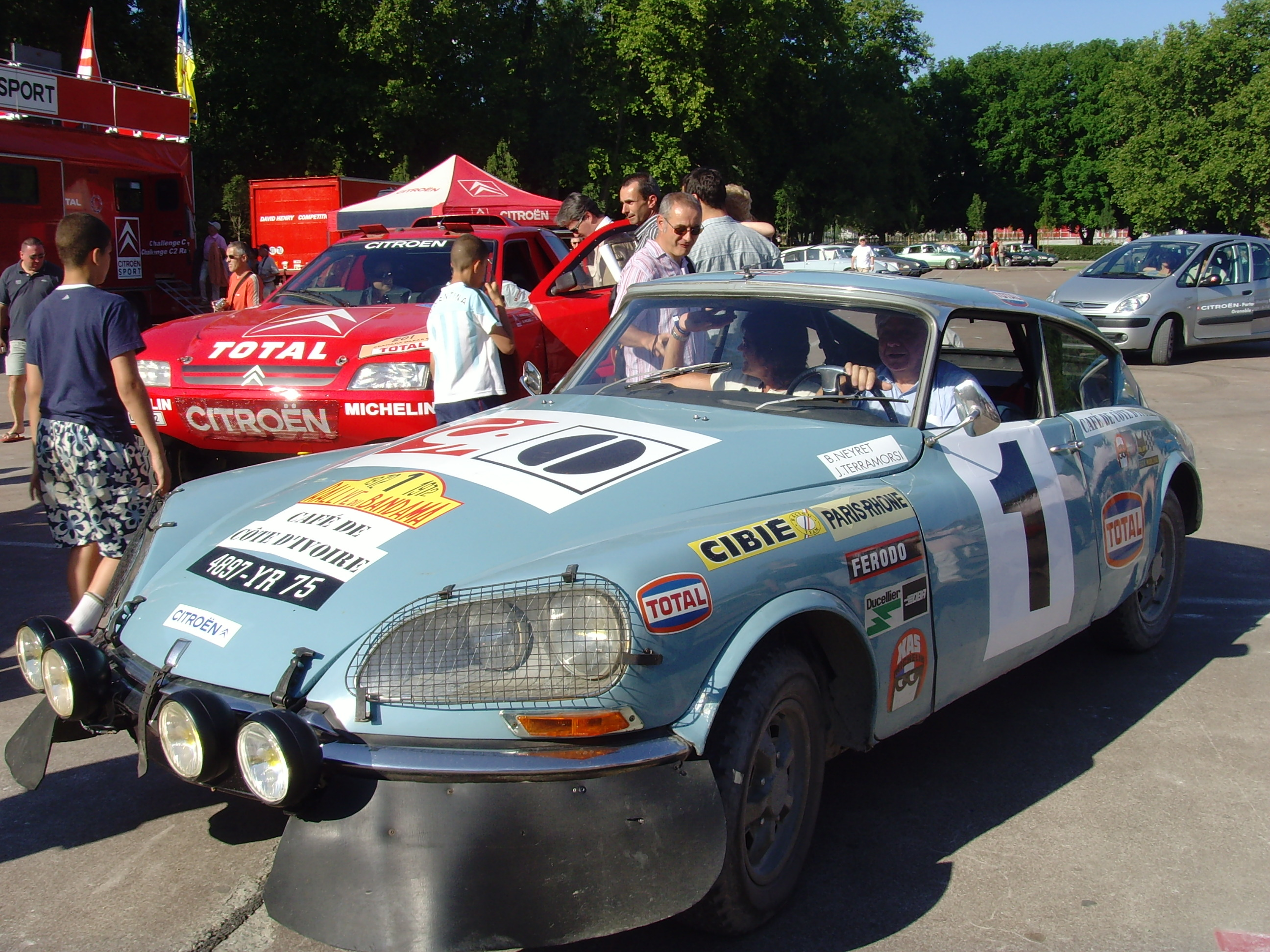
Neyret con su Citroën DS de 1972 en 2007

Neyret quedó impresionado por la victoria del Citroën DS en el Rally de Montecarlo de 1959 y se cambió a ese modelo. En la carrera de 4000 km Lieja-Sofía-Lieja de 1961, ganada por el experimentado piloto profesional Lucien Bianchi con un DS 19, Neyret obtuvo el tercer puesto en la general con su DS 19, por delante de más de 280 competidores.
Ganó el Rally de Marruecos en 1969 y 1970 con un DS 21. En 1972, cuando el evento formaba parte del Campeonato Internacional de Marcas, terminó segundo con un Citroën DS 21. También logró sus únicos podios del Campeonato Mundial de Rally en la misma prueba: segundo en 1973 con un DS 23 y tercero en la temporada de 1975 con un Alpine-Renault A110 1800.
Su equipo, el Esso Aseptogyl, participó en las 24 Horas de Le Mans en 1977 y 1978, siempre con pilotos francesas de renombre como Marianne Hoepfner y Christine Dacremont.
En 1989, su hija Pascale Neyret ganó la Copa Femenina de Promoción en el Rally de Montecarlo, quedando en la posición 22 en la clasificación general, con Carole Cerboneschi como copiloto en un Lancia Delta Integrale.
Desde 2009, Neyret se ha convertido en "Jefe de Equipo" al frente de un equipo de Citroën que participa temporada tras temporada en rallys históricos. Neyret compitió en la carrera de coches clásicos París-Pekín de 2015 con un DS 21 de 1967, realizando numerosas fotos que ilustraban el viaje.